# 疏花耳草
疏花耳草（学名：Hedyotis matthewii）为茜草科耳草属下的一个种。

## 扩展阅读
- 維基物種上的相關：疏花耳草